# Lucky Star
Lucky Star (jap. らき☆すた, Raki☆Suta) ist eine Manga-Serie von Kagami Yoshimizu. Der Yonkoma-Manga wurde 2007 als 24-teilige Anime-Fernsehserie umgesetzt. Im Mittelpunkt der Handlung stehen vier Mädchen und ihr Leben. Sie sind am Anfang der Serie im ersten Jahr der Kasukabe-Oberschule und wechseln im Lauf der Geschichte ins zweite und dritte Jahr.

## Handlung
Im Mittelpunkt von Lucky Star steht die Schülerin Konata Izumi und ihre Schulfreundinnen Kagami und Tsukasa Hiiragi und Miyuki. Die Serie gibt dabei den regulären Schulalltag wieder, der von zahlreichen Gesprächen über alle möglichen Dinge begleitet wird, die oftmals mehrdeutig ausgelegt sind und die Besonderheiten der Charaktere hervorheben. So macht sich beispielsweise Konata darüber Gedanken, von welcher Seite aus sie ein gefülltes Hörnchen richtig essen soll.

## Charaktere

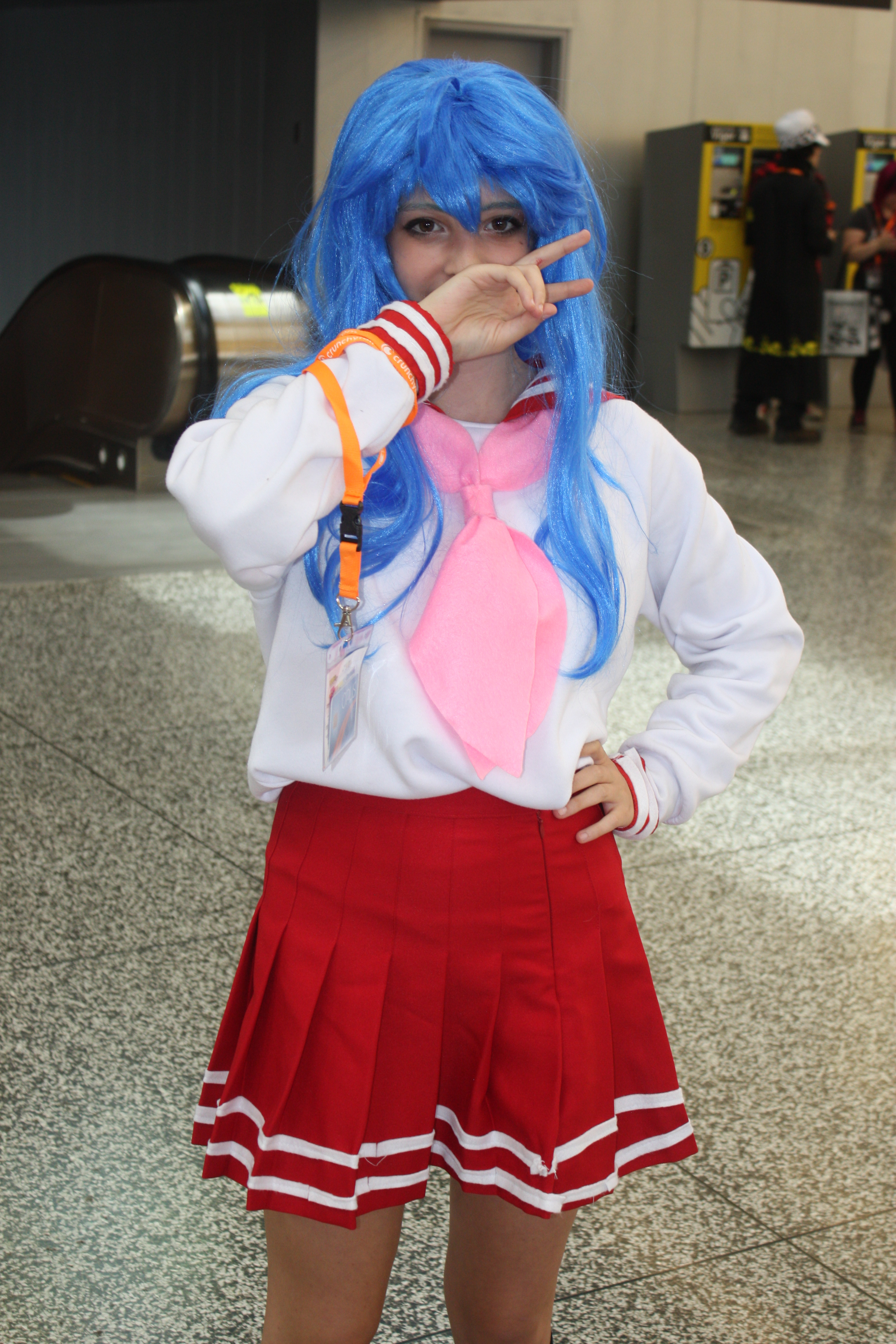
Cosplay der Figur Konata Izumi

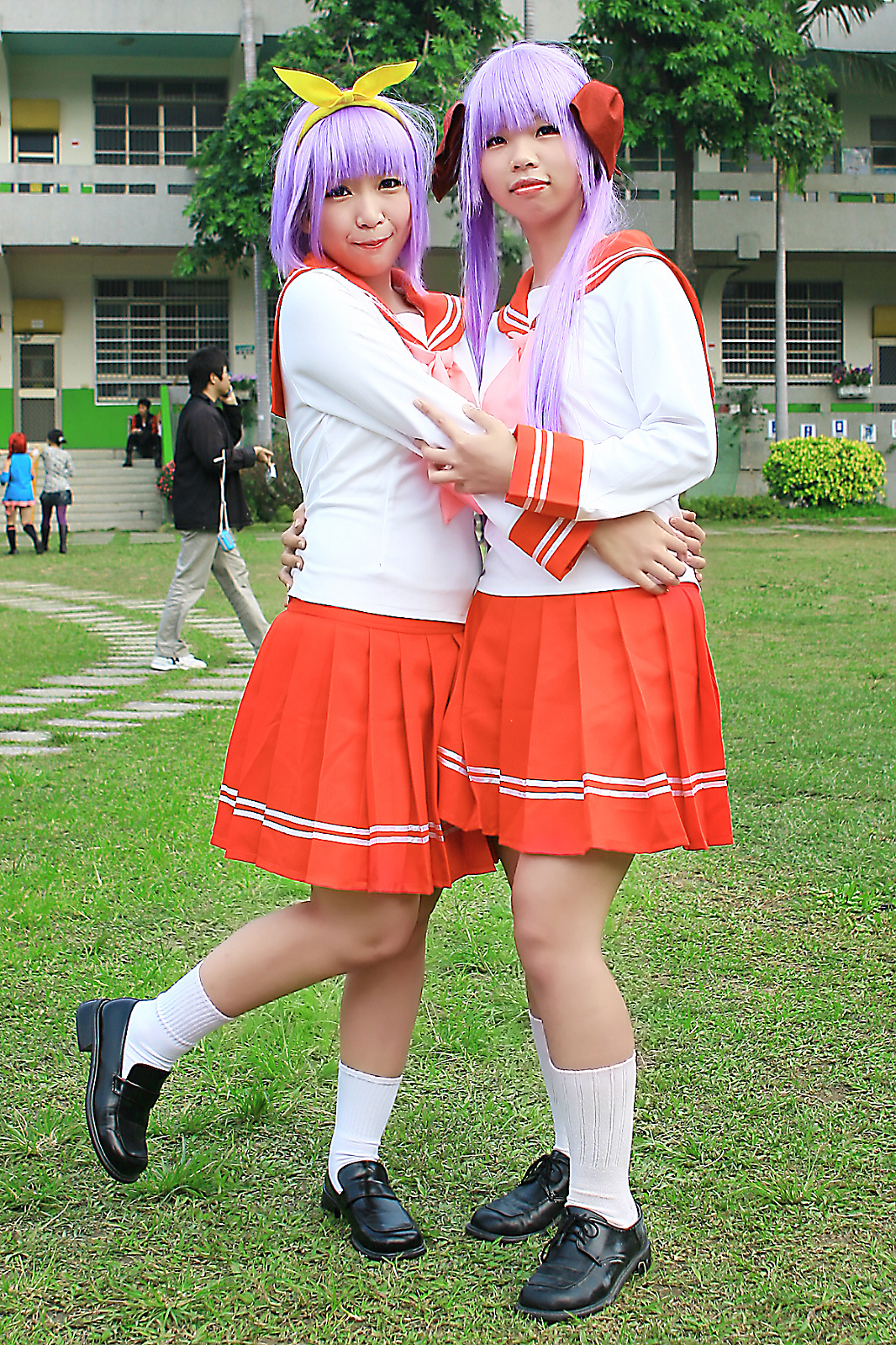
Cosplay von Tsukasa und Kagami Hiiragi

Konata Izumi (泉 こなた, Izumi Konata)
Konata ist ein sehr großer Anime-, Dōjinshi- und Videospiele-Fan (inkl. Erogē). Abgesehen von Angelegenheiten dieses Hobby betreffend, ist sie sehr faul, macht z. B. keine eigenen Hausaufgaben und lernt vor Prüfungen nur in der Nacht zuvor. Sie ist jedoch sehr sportlich, aber geht nicht zu einem Sportclub oder dergleichen, da sie ansonsten ihre Lieblingsanime verpassen würde. Für ihr Alter ist sie vergleichsweise klein und passt noch in ihre Grundschulsachen. Ansonsten ist sie frech und aufgeweckt und vermischt häufig die Wirklichkeit mit ihrer Fantasie.
Kagami Hiiragi (柊 かがみ, Hiiragi Kagami)
Sie ist die ältere Zwillingsschwester von Tsukasa. Im Gegensatz zu Konata und Tsukasa lernt sie viel für die Schule, erledigt früh ihre Hausaufgaben, schreibt daher immer gute Noten. Deshalb wird sie auch oft von ihrer Schwester und besonders von Konata um ihre Hilfe gebeten, was Kagami zwar mit einer Belehrung quittiert, ihr dann aber doch hilft. Ist sie sonst sehr rational, kann Konata sie zur Weißglut treiben. Konata beschreibt sie als Tsundere. Sie hat ständig mit ihrem Gewicht zu kämpfen, was man ihr aber nicht ansieht.
Tsukasa Hiiragi (柊 つかさ, Hiiragi Tsukasa)
Tsukasa ist die jüngere Zwillingsschwester von Kagami. Sie ist sehr nett und kindlich, allerdings ist ihre Schwäche, dass sie häufig sehr unbeholfen ist. Sie hat sowohl große Schwierigkeiten in der Schule als auch beim Sport. Sie schläft oft und viel.
Miyuki Takara (高良 みゆき, Takara Miyuki)
Miyuki stammt aus einer wohlhabenden Familie, ist äußerst höflich und hat ein sehr gutes Benehmen. Aufgrund ihrer überdurchschnittlichen Allgemeinbildung lassen die drei anderen Mädchen sich oft etwas von ihr erklären. Wegen ihrer Moe-Eigenschaften wird sie oft Opfer von Konatas Späßen. Sie scheint gerade wegen ihrer Intelligenz sehr schüchtern zu sein und ist ein wenig hypochondrisch veranlagt. Sie hat eine enge Beziehung zu ihrer Mutter, die eher wie ihre ältere Schwester auftaucht, hat Angst vor dem Zahnarzt und ist häufig sehr zerstreut, sodass sie zum Beispiel beim Lesen in der Bahn ihre Haltestelle verpasst.
Yui Narumi (成実 ゆい, Narumi Yui)
Yui ist Konatas Cousine und arbeitet als Verkehrspolizistin. Auch wenn sie eine Erwachsene und bereits verheiratet ist, agiert sie oftmals recht kindisch. Ihr Ehemann arbeitet in der Fremde und so fühlt sie sich oft etwas einsam und besucht deswegen regelmäßig Konata. Trotz ihres Berufs ist sie eine rücksichtslose Autofahrerin.
Yutaka Kobayakawa (小早川 ゆたか, Kobayakawa Yutaka)
Yutaka, oder kurz Yu-chan ist die jüngere Schwester von Yui und ebenso klein geraten wie Konata. Sie geht später auf die Schule von Konata und wohnt deswegen dann auch bei ihr im Haus. Sie ist Schüchtern und Warmherzig, bringt aber auch einiges an kindlicher Naivität mit sich. Aufgrund ihrer schwächlichen Konstitution fehlte sie Früher häufig in der Schule, weswegen der Schulwechsel auf Konatas Schule einen Neuanfang für sie darstellt.

## Entstehung und Veröffentlichung

### Manga
Die Comicstrips werden in Japan seit dem 10. Dezember 2003 (Ausgabe 1/2004) monatlich im Videospiel- und Manga-Magazin Comptiq  veröffentlicht. Unregelmäßig wurde der Manga auch in den Magazinen Shōnen Ace, Newtype, Comp Ace, Dragon Magazine, Mobile Newtype, 4-Koma Nano Ace und Kadokawa Hotline, die alle beim selben Verlag (Kadokawa Shoten) erscheinen, publiziert. Der Kadokawa-Shoten-Verlag bringt die zuvor in Magazinen veröffentlichten Comicstrips seit Januar 2005 auch in Sammelbänden heraus. Bisher (Stand: Juni 2015) erschienen 10 Bände.
Von Juli 2009 bis Mai 2011 erschienen 8 Bände in englischer Sprache bei Bandai Entertainment. Die Manga-Serie erscheint außerdem in Südkorea, Taiwan und Hongkong.

### Anime
Im Animationsstudio Kyōto Animation entstand auf Basis der Comicstrips eine Anime-Fernsehserie, die 24 Episoden mit je einer Dauer von etwa 24 Minuten umfasst. Anfangs führte Yutaka Yamamoto Regie, wobei Lucky Star seine erste Serie war für die er die Gesamtverantwortung hatte. Nach vier Folgen wurde er jedoch von dieser Aufgabe entbunden, „da er noch nicht das Niveau eines Regisseurs erreicht habe“ und durch Yasuhiro Takemoto ersetzt.
Da der Anime auf Comicstrips ohne durchgehende Handlung basiert, arbeitet er ebenso ohne einen konsequenten Handlungsverlauf, sondern besteht aus mehreren kurzen Szenen. Kurz vor Ende jeder Folge gibt es noch den so genannten Lucky Channel. Dieser Teil der Serie stellt eine Parodie auf Fan-Clubs dar.
Der Anime wurde ab April 2007 um Mitternacht auf über 15 regionalen Fernsehsendern im japanischen Fernsehen ausgestrahlt. Die Erstausstrahlung der 24 Episoden, die ab 9. April (und damit am vorigen Fernsehtag) liefen, erfolgte auf Chiba TV, anderthalb Stunden später auf TV Saitama und nochmal knapp eine Stunde später auf Kumamoto Hōsō. Innerhalb des April-Monats fingen noch mehr als ein Dutzend weiterer Sender mit der Ausstrahlung an. Seit Juni 2007 wurde die Serie auch auf insgesamt zwölf DVDs, jeweils in einer regulären Fassung und einer Limited Edition.
Der Verleger Animoon Publishing kündigte am 22. September 2021 an, die Serie lizenziert zu haben in deutscher Vertonung auf DVD und Blu-ray herauszubringen.

### Besonderheiten des Animes
Am Ende der Handlung jeder Folge wurde der Lucky Channel eingeschoben. In diesen kurzen Nebengeschichten, die einer kleinen moderierten Sendung nachempfunden wurden, tritt die Moderatorin Akira Kogami auf. Sie selbst hält sich für einen Star und ist entsprechend dreist, weswegen sie auf jegliche Kritik extrem genervt reagiert. Ihr Co-Moderator ist Minoru Shiraishi, der es immer wieder mit Akiras Aggressivität zu tun bekommt und generell in ihren Augen einfach nur alles falsch macht.
Anstelle eines Abspanns im üblichen Sinne versammelten sich die Hauptcharaktere zu einer Karaoke-Runde die hinter verschlossenen Türen stattfand, sodass nur der Gesang und die Gespräche zu hören waren. Ab der 13. Folge wird die Karaoke-Einlage mit einer Showvorführung des Produzenten ersetzt.

#### Synchronisation
| Rolle             | Japanische Sprecher (Seiyū) | Japanische Sprecher (Seiyū) | deutscher Sprecher |
| Rolle             | Hörspiel                    | Anime                       | Anime              |
| ----------------- | --------------------------- | --------------------------- | ------------------ |
| Konata Izumi      | Ryō Hirohashi               | Aya Hirano                  | Charlotte Uhlig    |
| Tsukasa Hiiragi   | Mai Nakahara                | Kaori Fukuhara              | Lisa Dzyadyk       |
| Kagami Hiiragi    | Ami Koshimizu               | Emiri Katō                  | Rubina Nath        |
| Miyuki Takara     | Erina Nakayama              | Aya Endō                    | Giuliana Jakobeit  |
| Yutaka Kobayakawa | Ai Shimizu                  | Shizuka Hasegawa            | Jana Dunja Gries   |
| Minami Iwasaki    | Miyu Matsuki                | Minori Chihara              | Julia Meynen       |
| Hiyori Tamura     | Ryōko Shintani              | Kaori Shimizu               | Nicole Hise        |
| Patricia Martin   | Satsuki Yukino              | Nozomi Sasaki               |                    |
| Ayano Minegishi   | Yūko Gotō                   | Mai Aizawa                  | Francis Dichmann   |
| Misao Kusakabe    | Mikako Takahashi            | Kaoru Mizuhara              |                    |
| Yui Narumi        | Chiwa Saitō                 | Saori Nishihara             | Diana Borgwardt    |
| Sōjirō Izumi      | –                           | Hirokazu Hiramatsu          | Tom Jacobs         |
| Nanako Kuroi      | Masumi Asano                | Konomi Maeda                | Antje von der Ahe  |
| Akira Kogami      | Ai Nonaka                   | Hiromi Konno                | Samina König       |

#### Original Video Animation
Am 26. September 2008 erschien eine 42-minütige OVA auf DVD.

#### Musik
Als Vorspann dient das Lied Motteke! Sailor Fuku von Aki Hata (Text) und Satoru Kōsaki (Musik). Gesungen wird es von den Seiyū der vier Hauptcharaktere, Aya Hirano, Emiri Katō, Kaori Fukuhara und Aya Endō. Bei den ersten Folgen wird im Abspann je ein Lied von den Hauptcharakteren in einer Karaoke-Bar gesungen. Bei den restlichen Episoden dienen als Abspann Realfilmaufnahmen, in denen etwa ein Synchronsprecher ein Lied singt oder eine Parodie aufführt.

### Musical
In der April-Ausgabe des Magazins Comp Ace wurde bekannt gegeben, dass Lucky Star als Musical mit einer neuen Handlung adaptiert werden soll. Die Vorführungen von Lucky Star On Stage sollen vom 20. bis zum 30. September 2012 im Theatre G-Rosso in Tokio stattfinden.

### Videospiele
Das erste Spiel Lucky☆Star: Moe Drill (らき☆すた 萌えドリル) erschien am 1. Dezember 2005. Am 24. Mai 2007 folgte die Fortsetzung Shin Lucky☆Star: Moe Drill – Tabidachi (真・らき☆すた 萌えドリル 〜旅立ち〜). Beide sind Denkspiele für das Nintendo DS. Am 2. April 2007 wurde für i-mode-Mobiltelefone das Denkspiel Lucky☆Star Mobile (らき☆すた もばいる) veröffentlicht. Am 24. Januar 2008 erschien das PlayStation-2-Adventure Lucky☆Star – Ryōō Gakuen: Ōtōsai (らき☆すた 〜陵桜学園 桜藤祭〜). Das bei Vorbestellungen mitgelieferte DX Pack enthielt zusätzlich das Beat ’em up Lucky☆Bato! – Lucky Battle Chronicle (『らき☆ばと! 〜Lucky Battle Chronicle〜) für Windows-Systeme. Am 23. Dezember 2009 folgte mit Lucky☆Star: Net Idol Meister (らき☆すた ネットアイドル・マイスター) für die PlayStation Portable eine Raising Sim. Diese Spiele wurden alle von VRIDGE entwickelt. Der limitierten Fassung der Anime-DVDs wurde außerdem das Minispiel Lucky☆Star no Mori (らき☆すたの森) für Windows-Systeme beigelegt.

## Rezeption
Die ersten fünf Bände des Manga verkauften sich bis September 2008 mehr als 2 Millionen Mal.
Insbesondere die von Regisseur Yutaka Yamamoto produzierte Fernsehserie Kannagi zeigte mehrere Anspielungen auf Lucky Star. So trat er selbst als fiktive Figur in der 5. Folge auf und spielte auf seinen Rauswurf bei Kyōto Animation an. In der zehnten Folge von Kannagi, die sich ausschließlich mit Karaoke beschäftigte, wurde die im Abspann von Lucky Star nur hinter einer geschlossenen Tür zu hörenden Karaoke-Einlagen mehrfach parodiert. Anfangs nur durch die gleiche Szenengestaltung angedeutet, verwechselt Jin Mikuriya schließlich die Raumtür und findet sich im Raum 301 zwischen den Hauptcharakteren aus Lucky Star wieder.
Kannagi ist aber nicht der einzige Anime der Anspielungen oder Parodien auf Lucky Star enthält. So wurden in der ersten OVA von Sayonara Zetsubō Sensei mehrere Werke von Kyōto Animation als „Aushängeschild Japans“ angepriesen und neben Die Melancholie der Haruhi Suzumiya auch Lucky Star mehrfach in bewusst schlechter Qualität angespielt, da es sich um eine Fälschung handeln sollte.

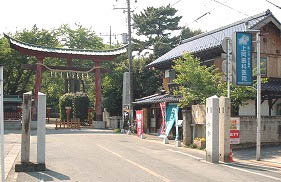
Der Washinomiya-Schrein wie er auch im Serienvorspann gezeigt wird

In der Augustausgabe 2007 des Newtype-Magazins erschien ein Beitrag zu den realen Orten im Westen der Präfektur Saitama die im Anime dargestellt wurden, wie Konatas Haus in Satte, Tsukasa und Kagami Hiiragis Haus in Washimiya (2010 nach Kuki eingemeindet) und die Schule in Kasukabe, einschließlich wie man diese Orte von der Otaku-Hochburg Akihabara aus erreichen kann. Besonders großen Zustrom hatte der Washinomiya-Schrein, einer der ältesten Schreine in Kantō, in dem im Anime die Hiiragi-Schwestern als Miko arbeiten. Die „pilgernden“ Otaku hängten Ema auf mit Aussagen/Gebeten wie „Konata ist meine Frau.“ (こなたはオレの嫁。アハッ、アハッ、アハッ…, Konata wa Ore no Yome. Aha, aha, aha …). Bei den Neujahrsschreinbesuchen (hatsumōde) besuchten 2007 300.000 Menschen den Schrein, 170.000 mehr als im Vorjahr. Bei den Neujahrsbesuchen 2008 stieg die Anzahl um weitere 120.000 auf 420.000 Menschen, wodurch er nach dem Hikawa-Schrein der zweitmeistbesuchte in der Präfektur war. In der gesamten Präfektur stiegen die Neujahrsschrein- und Tempelbesuche zum Vergleich um lediglich 10 Prozent an. Zum jährlichen Festumzug des Schreins im September – dem Hajisai (土師祭) – verwendete der Schrein 2008 einen Mikoshi mit Lucky-Star-Thematik. Die Plätze der 115 Personen, die notwendig sind zum Tragen dieses 1,80 m hohen, 1,60 m breiten und 130 kg schweren Mikoshi, waren innerhalb von drei Tagen gefüllt mit Freiwilligen selbst aus den weit entfernten Präfekturen Hiroshima und Miyagi.
Takeshi Okamoto von der Universität Hokkaidō befasste sich ebenfalls mit den Auswirkungen der Pilgerungen von Anime-Fans. Er fasste diese als ein für Touristen ähnliches Verhalten auf, wobei die Fans zunächst nur wenig Interesse daran hätten mit anderen Teilnehmern zu kommunizieren oder sich mit den religiösen Hintergründen zu beschäftigen. Stattdessen würden die Fans mehr oder weniger spontane Treffen veranstalten um die realen Orte, die den fiktiven Serien als Kulisse dienten, zu besichtigen. Dabei käme es aber auch vermehrt zu Kooperationen zwischen den Touristen und den lokalen Anwohnern.